# Cell Entertainment
Cell Entertainment var ett svenskt företag som gav ut rollspel och figurspel grundat av Stefan Ljungqvist och Johan Sjöberg 1997. Företaget lades ner 2003. 
2015 räddades ett restlager av rollspelet Gemini från att slängas och Sverok skickade istället ut dessa till sina medlemsföreningar.

## Utgivet material

### Gemini
Var ett mörkt fantasyrollspel som gavs ut både på engelska och svenska. Spelet fick god kritik när det publicerades.   
- Gemini (1998[4]) - Grundregler gavs ut på svenska och engelska.
- Den mörka magin (1998[5]) - Ett supplement som fokuserade på magi. Gavs ut på svenska.
- Orschild - Winds of War, (1999[6]) - Världsbok som beskriver området Orschild. Gavs ut på engelska.

### LAB
Ett miniatyrspel där spelarna ska konstruera det perfekta labbet för att avla fram monster. Monstren kan sedan attackera dina motspelares laboratorium.Spelet gavs ut 1999.

### Krash
Ett miniatyrspel med bilar i postapokalyptisk stil inspirerat av Mad Max. Spelet kombinerade element av samlarkortspel och figurspel. Spelet gavs ut första gången 2001. 

### Ronin
Ronin var ett miniatyrspel där mekaniserade rustningar slogs mot varandra. Figurerna var likt de i Krash väldigt anpassningsbara med många olika kombinationer. Ronin: War introducerade regelstöd för tanks, flygande maskiner samt stöd för stora slag med många deltagande figurer.  
- Ronin: Duels (2000)
- Ronin: War (2001)

### Hybrid
Ett miniatyrspel i 60 mm skala. Spelet var ett gladiatorspel där två (eller få) figurer slogs mot varandra om överlevnad.

### 1999
Ett miniatyrspel i 30 mm skala där tre fraktioner slogs om herravälde över världen: änglar, demoner och mänskligheten. Regler för varje figur kom med i respektive paket. 

### Nerve
Ett samlarkortspel för upp till 8 spelare som gavs ut 1999. Spelet gavs ut med en serietidning och utspelade sig i en virtuell värld likt Matrix.